# Trochocyathus philippinensis
Espèce
Statut CITES
Trochocyathus philippinensis est une espèce de coraux de la famille des Caryophylliidae. Selon la base de données WoRMS, Trochocyathus philippinensis fait partie du sous-genre Trochocyathus (Trochocyathus)  Milne Edwards & Haime, 1848.

## Étymologie
Son nom spécifique, composé de philippin[es] et du suffixe latin -ensis, « qui vit dans, qui habite », lui a été donné en référence au lieu de sa découverte, les Philippines.

## Publication originale
- (de) C. Semper, « Uber Generationswechsel bei Steinkorallen und über das M.-Edwards'sche Wachstumgesetz der Polypen », Zeitschrift für wissenschaftliche Zoologie, vol. 22,‎ 1872, p. 235-280 (ISSN 0044-3778, OCLC 50371254, lire en ligne).